# Jesús de Polanco
Jesús de Polanco Gutiérrez (Madrid, 7 de noviembre de 1929 - ib., 21 de julio de 2007), más conocido como Jesús de Polanco, fue un empresario español, con intereses fundamentalmente en el terreno de los medios de comunicación.
El 2005, Polanco era la tercera persona más rica de España y fue incluido por primera vez en la lista de los más ricos del mundo de la revista Forbes en la posición 210. En 2006 ostentaba la posición 258 en dicha revista. Entre las fortunas a escala nacional, Jesús de Polanco ocupaba el quinto puesto.
Poseía el 64 % de las acciones del Grupo Prisa. Ésta a su vez es la primera accionista, con el 23,6 %, de Prisa TV. Es uno de los grupos de medios de comunicación más importantes de Europa. Producía el periódico generalista con mayor tirada nacional, El País. Además englobaba a empresas de radio como Cadena SER, de televisión como Canal+, o la plataforma de televisión de pago Digital+, única plataforma de televisión por satélite en España. Asimismo, contaba con cientos de emisoras de radio, las más conocidas las musicales con Los 40 Principales a la cabeza, Cadena Dial así como cadenas de radio locales y televisión locales. Poseía también intereses en multitud de emisoras extranjeras, algunas de ellas líderes de sus países como Caracol Radio de Colombia. El Grupo Prisa cuenta también con un fuerte interés editorial con nombres como Santillana, El País Aguilar, Alfaguara o Altea.

## Biografía
Nació el 7 de noviembre de 1929 en Madrid, en el seno de una familia de militares, en la que se contaban varios miembros distinguidos durante la guerra civil y el régimen franquista, originaria de Santillana del Mar, Cantabria, comunidad autónoma a la que Polanco estuvo muy unido. Huérfano desde niño, se costeó los estudios de Derecho por la Universidad Complutense, donde se graduó en 1953, vendiendo libros a domicilio. Por aquellos tiempos formaba parte del Frente de Juventudes:

Yo conocí a Polanco de jovencito, en el Frente de Juventudes [...]. Allí le vi muchas veces, en la época en que todos éramos niños del Frente de Juventudes, años cincuenta, pleno fragor del franquismo.
Antonio Izquierdo, citado en (Cacho, 1999: 87)

Trabajó en la Editorial Escelicer, vinculada a la Secretaría General del Movimiento, tras lo que fundó en 1958 la Editorial Santillana. Durante los primeros diecisiete años de existencia de la editorial su actividad se limitó a la distribución de cuadernos de caligrafía y cartillas de alfabetización, sin que experimentara prácticamente crecimiento alguno, dedicándose Polanco modestamente a su promoción:

Me pareció un señor emprendedor y muy trabajador, no muy comunicativo, que ganaba su dinero con su pequeño negocio [...]
Antonio Izquierdo, citado en (Cacho, 1999: 88)

Con la reforma educativa del ministro Villar Palasí, concretada en la Ley General de Educación de 1970, y gracias a una filtración del Ministerio, el Grupo Santillana fue la única editorial que tuvo listos con arreglo a la nueva ley los libros de texto del curso escolar, lo que supuso su despegue económico en pleno franquismo. Además, mantuvo mientras fue asignatura escolar la publicación de libros de texto y obras relacionadas con la «Formación del espíritu nacional», con la que se adoctrinaba a los jóvenes en la dictadura (1970/1971).
Crea en 1972 el grupo Timón y un año después se incorpora al grupo fundador del diario El País donde llegará a ejercer como consejero delegado y posteriormente presidente. En 1976 se empieza a publicar El País que durante los primeros años se convierte en el periódico más importante de ideología socialdemócrata, frente al periódico conservador ABC antes líder y a pesar de periódicos con una ideología más definida como Diario 16. Unos años después, en 1979 inicia la Fundación Santillana, para la promoción y estudio de nuevas técnicas educativas y de comunicación, así como la protección y difusión de la cultura.
En 1984 creó la sociedad (o holding) Prisa. En 1985 incorporó la Cadena SER al Grupo Prisa, que presidió desde 1993. Tras ello, continuó expandiendo sus negocios editoriales y multimedia a Hispanoamérica y Europa.
Era miembro de la Academia Europea de las Artes y de las Ciencias y del patronato de la Fundación de Ayuda contra la Drogadicción. También copresidía el patronato de la Fundación Escuela de Periodismo.
Estuvo casado en dos ocasiones. Isabel Moreno Puncel fue su primera mujer y madre de sus cuatro hijos, de la que separó en 1989 después de treinta años de matrimonio. En 2003 ponía fin a diecinueve años de convivencia y once de relación matrimonial con Mariluz Barreiros, hija de Eduardo Barreiros. Polanco y Mariluz Barreiros se habían casado el 31 de marzo de 1992.
Falleció en Madrid, a los setenta y siete años de edad, el 21 de julio de 2007 víctima de un mieloma múltiple, enfermedad hematológica que afecta, principalmente, a la médula ósea. Con anterioridad, el 16 de noviembre de 2006, el Consejo de Administración de Prisa había decidido nombrar como su sucesor al frente del grupo mediático a su hijo, Ignacio Polanco Moreno, de cincuenta y dos años de edad. El último acto público de Jesús Polanco fue en junio de 2007, en una reunión celebrada en Lisboa por el equipo directivo de Prisa.
Fue enterrado en el cementerio de la Almudena en medio de una gran asistencia de personas.

## Críticas
Distintos medios, como el diario El Mundo o la emisora radiofónica COPE, lo consideran «el brazo mediático del PSOE». Asimismo, afirman que Prisa, grupo multimedia propiedad de Polanco, constituye un «monopolio» mediático forjado gracias a los «favores recibidos del PSOE». Tras los atentados en Madrid del 11 de marzo de 2004, el Partido Popular (PP) y algunos medios de comunicación acusaron a la emisora de radio Cadena SER, controlada por Prisa, de haber agitado a la opinión pública para provocar la victoria del PSOE en los comicios del 14 de marzo. La cadena de radio desmintió por completo este extremo e hizo públicas en su página web las grabaciones de los días comprendidos entre el atentado y las elecciones generales de 2004.
Consiguió la licencia de televisión para su canal de televisión de pago Canal+ de una manera polémica, pues el concurso público ofertaba sólo dos licencias para emitir en abierto, y el ministerio añadió una tercera licencia para televisión de pago que es la que se le concedió a dicho canal.
El grupo también ha recibido críticas por aspectos como el litigio en torno a Antena 3 Radio o la fusión entre Canal Satélite Digital (propiedad de Prisa) y Vía Digital (cadena creada por Telefónica, a iniciativa del gobierno del Partido Popular para, junto con la que se llamó «guerra de los descodificadores», tratar de restar abonados a Canal Satélite Digital) que dio lugar a la actual Digital+, llevada a cabo durante la segunda legislatura del Partido Popular, tras el rotundo fracaso económico de Vía Digital.
En 2005, ya con el gobierno de José Luis Rodríguez Zapatero (PSOE), su grupo mediático cursó una petición formal al Gobierno para la modificación de la licencia de emisión de Canal+, que fue concedida, no sin levantar las críticas del resto de cadenas televisivas como Telecinco o Antena 3, pues lo consideraban un trato de favor por parte del Gobierno a la cadena del grupo de Jesús de Polanco, y gracias a la cual dicho grupo dispuso, a partir de noviembre de ese año, de una cadena de televisión en abierto, el canal Cuatro.
Periodistas vinculados a medios como El Mundo le han hecho permanentemente blanco de sus críticas. Así se le ha reprochado su pertenencia juvenil al Frente de Juventudes («centuria García Morato»). También se le ha criticado su hipocresía, siendo adalid en la lucha contra el PP y la derecha española, habiéndose beneficiado de los favores del franquismo y haberse lucrado gracias a ello y a las dictaduras del Cono Sur como Argentina.

## Polémicas
En 1997 Jesús de Polanco fue procesado, junto con el Consejo de Administración del Grupo Prisa por el llamado caso Sogecable. Según las querellas presentadas por el periodista Jaime Campmany y el profesor de Derecho financiero Francisco Javier Sáinz Moreno, la empresa Sogecable, filial del Grupo Prisa, habría "utilizado indebidamente los depósitos de garantía de los abonados cuando, por disposición legal, deberían haber permanecido en cuenta aparte". En la biografía autorizada de Baltasar Garzón, Garzón, el hombre que veía amanecer, escrita por Pilar Urbano y publicada en 2000, el exjuez señaló a Antonio García-Trevijano como el cerebro de la supuesta trama que destapó las irregularidades. Se hizo cargo del sumario el juez Javier Gómez de Liaño quien llegó a impedir la salida a Polanco de España y a imponerle una fianza de 200 millones de pesetas para no entrar en la cárcel. La denuncia fue finalmente sobreseída y Polanco se querelló contra el juez Gómez de Liaño, quien fue condenado por prevaricación en la instrucción del caso y expulsado de la judicatura por el Tribunal Supremo. Gómez de Liaño fue posteriormente indultado por el gobierno de José María Aznar. Más adelante el Tribunal Europeo de Derechos Humanos determinó que Gómez de Liaño no había tenido un juicio imparcial por parte de los tribunales españoles.
El 2 de marzo de 2007, en la Junta General de Accionistas del Grupo Prisa, Jesús de Polanco, en una respuesta a un accionista en el turno de intervenciones, acusó de manera implícita a sectores del Partido Popular de desear volver a la Guerra Civil y en la que tachó de franquista la manifestación del 10 de marzo de ese mismo año convocada por el PP con el lema España por la libertad. No más cesiones a ETA, reclamando, al mismo tiempo, la creación de un partido de derecha moderno y laico.
Tras estas afirmaciones el Partido Popular anunció un boicot a los medios del Grupo Prisa mientras Jesús de Polanco no rectificara sus acusaciones.

## Premios y reconocimientos
- 1994: Premio Juan Lladó por el apoyo a la cultura y a la investigación.
- 1997: Nombrado «hijo adoptivo» de Cantabria «por su defensa de las libertades».
- 1997: Honoris causa en Humanidades por la Brown University de los Estados Unidos.
- 1999: Miembro de honor del Instituto Caro y Cuervo de Bogotá, «por su labor a favor de la cultura y del idioma en sus diversas áreas».
- 2002: Medalla de Oro del Spanish Institute de Nueva York.
- 2003: Premio Montblanc al Mecenazgo de las Artes, por su apoyo incondicional a la Fundación Santillana, promotor de su creación.
- 2004: Recibe la Legión de Honor de Francia «en justa recompensa a una trayectoria personal brillante, consiguiendo construir con gran éxito uno de los mayores grupos de comunicación europeo».
- 2005: Entra por primera vez en la lista de los más ricos de Forbes ocupando la posición 210.
- 2007: Premio Antonio de Sancha de la Asociación de Editores de Madrid pocos días antes de su muerte.[26]